# Anna Kurek

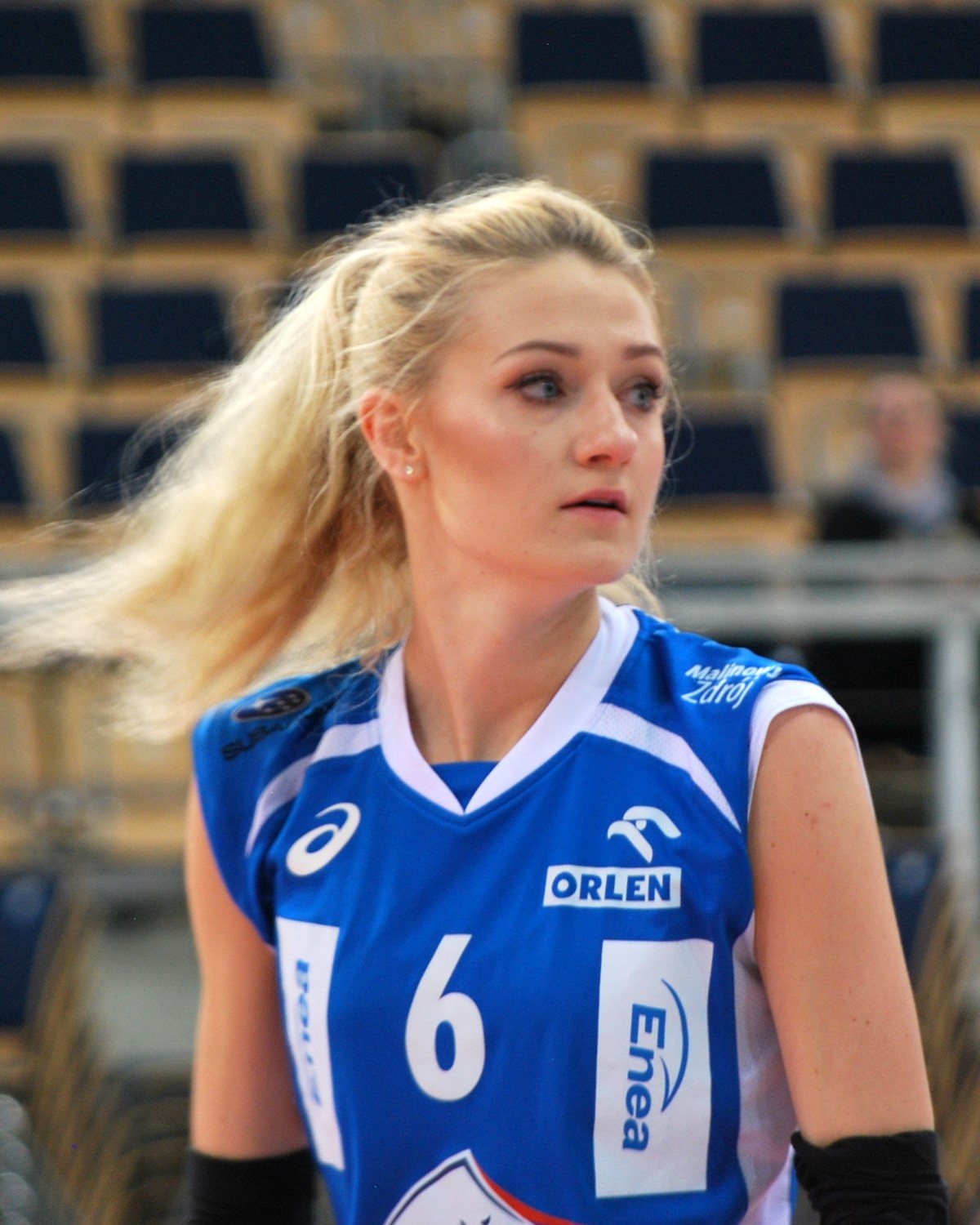
Anna Grejman zawodniczką Polskiego Cukru Muszynianki Muszyna

Anna Kurek, z domu Grejman (ur. 8 czerwca 1993 w Szczecinie) – polska siatkarka, grająca na pozycji przyjmującej, reprezentantka Polski. Była reprezentantka Polski juniorek.
W 2013 roku otrzymała powołanie do szerokiej kadry reprezentacji Polski, prowadzonej przez Piotra Makowskiego.
Pod koniec czerwca 2013 roku zadebiutowała w reprezentacji Polski seniorek w spotkaniu przeciwko reprezentacji Kuby podczas turnieju o Puchar Borysa Jelcyna.
Jej młodsza siostra Barbara, również jest siatkarką.
4 listopada 2018 roku zaręczyła się z siatkarzem Bartoszem Kurkiem, atakującym reprezentacji Polski. Para pobrała się w sierpniu 2020 roku.

## Kariera klubowa
| Kariera juniorska         | Kariera juniorska                              | Kariera juniorska | Kariera juniorska | Kariera juniorska | Kariera juniorska | Kariera juniorska | Kariera juniorska | Kariera juniorska | Kariera juniorska | Kariera juniorska |
| ------------------------- | ---------------------------------------------- | ----------------- | ----------------- | ----------------- | ----------------- | ----------------- | ----------------- | ----------------- | ----------------- | ----------------- |
| Lata                      | Klub                                           |                   |                   |                   |                   |                   |                   |                   |                   |                   |
| 2006–2009                 | UKS Osiemnastka Szczecin                       |                   |                   |                   |                   |                   |                   |                   |                   |                   |
| 2009–2011                 | SMS PZPS Sosnowiec                             |                   |                   |                   |                   |                   |                   |                   |                   |                   |
| Kariera seniorska         |                                                |                   |                   |                   |                   |                   |                   |                   |                   |                   |
| Lata                      | Klub                                           |                   |                   |                   |                   |                   |                   |                   |                   |                   |
| 2011–2013                 | KS Pałac Bydgoszcz (PlusLiga Kobiet)           |                   |                   |                   |                   |                   |                   |                   |                   |                   |
| 2013–2014                 | Chemik Police (Orlen Liga)                     |                   |                   |                   |                   |                   |                   |                   |                   |                   |
| 2014–2015                 | Impel Wrocław (Orlen Liga)                     |                   |                   |                   |                   |                   |                   |                   |                   |                   |
| 2015–2017                 | Polski Cukier Muszynianka Muszyna (Orlen Liga) |                   |                   |                   |                   |                   |                   |                   |                   |                   |
| 2017–2018                 | Karayollari Ankara (I liga)                    |                   |                   |                   |                   |                   |                   |                   |                   |                   |
| 2018–2018 (do 29.11.2018) | Chemik Police (Liga Siatkówki Kobiet)          |                   |                   |                   |                   |                   |                   |                   |                   |                   |
| 2024–                     | NTSK PANS Komunalnik Nysa (II liga)            |                   |                   |                   |                   |                   |                   |                   |                   |                   |

## Sukcesy klubowe
Mistrzostwa Polski Juniorek:
- 2011
- 2012

Puchar Polski:
- 2014

Mistrzostwo Polski:
- 2014

## Nagrody indywidualne
- 2012: Najlepsza przyjmująca Mistrzostw Polski Juniorek